# Instrumentação eletrónica
Instrumentação eletrónica é a parte da eletrónica, principalmente analógica, que se encarrega do projeto e manejo de equipamentos eletrónicos e elétricos, sobretudo para seu uso em medidas e controle de máquinas e processos.
A instrumentação eletrónica aplica-se no sensado e processamento da informação proveniente de variáveis físicas e químicas, a partir das quais realiza a monitorização e controle de processos, empregando dispositivos e tecnologias eletrónicas.

## Sensores
Um elemento imprescindível para a tomada de medidas é o sensor que se encarrega de transformar a variação da magnitude a medir num sinal eléctrico. Os sensores podem-se dividir em:
- Passivos: os que precisam um contribua de energia externa.
  - Resistivos: são os que transformam a variação da magnitude a medir numa variação de sua resistência eléctrica. Um exemplo pode ser um termístor, que serve para medir temperaturas.
  - Capacitivos: são os que transformam a variação da magnitude a medir numa variação da capacidade de um condensador. Um exemplo é um condensador com um material no dielétrico que mude seu condutividad ante a presença de certas substâncias.
  - Indutivos: são os que transformam a variação da magnitude a medir numa variação da indutância de uma bobina. Um exemplo pode ser uma bobina com o núcleo móvel, que pode servir para medir deslocações.
- Ativos: os que são capazes de gerar sua própria energia. Às vezes também se lhes chama sensores geradores. Um exemplo pode ser um transístor no que a porta se substitui por uma membrana permeável só a algumas substâncias (IsFET), que pode servir para medir concentrações.

Nota:
Walt Kester de Analog Devices dá uma classificação oposta à mencionada anteriormente, como exemplo um termistor séria um sensor passivo (precisa de um contribua de energia) e um termopar séria activo (não precisa contribua de energia externa).
Outros exemplos são: termopar, fotorresistencia, fotodiodo, fototransistor, condensador de placas móveis, sensor de efeito Hall, etc.
Às vezes também se pode aproveitar uma característica não desejada de um elemento, como a dependência da temperatura nos semicondutores, para usar estes elementos como sensores.

## Acondicionadores
O sinal de saída de um sensor não costuma ser válida para seu processado. Pelo geral requer de uma amplificação para adaptar seus níveis aos do resto da circuitería. Um exemplo de amplificador é o amplificador de instrumentação, que é muito imune a verdadeiro tipo de ruído.
Não só há que adaptar níveis, também pode que a saída do sensor não seja linear ou inclusive que esta dependa das condições de funcionamento (como a temperatura ambiente ou a tensão de alimentação) pelo que há que linearizar o sensor e compensar suas variações. A compensação pode ser hardware ou software, neste último caso já não é parte do acondicionador.
Outras vezes a informação do sinal não está em seu nível de tensão, pode que esteja em sua frequência, sua corrente ou em algum outro parâmetro, pelo que também se podem precisar demoduladores, filtros ou conversores corrente-tensão. Um exemplo de quando a informação não está no nível de tensão pode ser um sensor capacitivo, no que se precisa que tenha um sinal variável no tempo (preferencialmente sinusoidal).
Um exemplo clássico de acondicionador é a ponte de Wheatstone, no que se substituem uma ou várias impedâncias da ponte por sensores. A seguir tipicamente coloca-se um amplificador.
Por último, entre o acondicionador e o seguinte passo no processo do sinal pode ter uma verdadeira distância ou um alto nível de ruído, pelo que um sinal de tensão não é adequada ao se ver muito afetada por estes dois fatores. Neste caso deve-se adequar o sinal para seu transporte, por exemplo transmitindo a informação na frequência ou na corrente (por exemplo o bucle de 4-20mA).

## Digitalização
Para um processado do sinal eficaz há que converter o sinal em digital. A instrumentação também estuda a conversão analógica-digital, bem como a conversão digital-analógica. Por outra parte também podem se usar técnicas de multiplexação de sinais no caso que tenha mais de uma para medir.

## Equipas eletrónicas
Outra parte da instrumentação é, como seu nome indica, o estudo dos instrumentos eletrónicos. Estes podem ser parte do sistema que realizará a medida ou ser o próprio sistema.
Alguns instrumentos são o multímetro, o osciloscópio, sondas, etc. Outras equipas não estão diretamente desenhadas para as medidas, como as fontes de alimentação.

## Instrumentação virtual
Por último, uma das novas tendências na instrumentação é a instrumentação virtual. A ideia é substituir e ampliar elementos "hardware" por outros "software", para isso se emprega um processador (normalmente um PC) que execute um programa específico, este programa se comunica com os dispositivos para os configurar e ler suas medidas.
As vantagens da instrumentação virtual são que é capaz de automatizar as medidas, processado da informação, visualização e actuação remotamente, etc.
Alguns programas especializados neste campo são LabVIEW e Agilent-VEE (dantes HP-VEE). E alguns barramentos de comunicação populares são GPIB, RS-232, USB, etc.